# Canon de 12,7 cm SK C/34
Le canon de 12,7 cm SK C/34 était un canon naval allemand de moyen calibre déployé sur des destroyers à partir de 1934 et pendant la Seconde Guerre mondiale. Certains de ces canons sont restés en service jusqu'en 2003 dans l'unité de défense côtière de la Norvège.

## Caractéristiques
Le canon pouvait être incliné de -10° et monté jusqu'à 30°. Il avait un arc de tir de 360°, il pouvait tourner complètement sur lui-même, le rendant capable de tirer dans n'importe quelle direction. Le SK C/34 tirait un obus hautement explosif de 28 kg à une vitesse à la bouche de 830 mètres par seconde, à une portée de 17 400 mètres.